# Lac de Conche
Le lac de Conche est un lac de Suisse situé sur le territoire de la commune de Collombey-Muraz, dans le Chablais valaisan. On y accède depuis Morgins par une petite route qui passe par les Portes de Culet. L'autre route, depuis Muraz, a été fermée à cause d'éboulements.

## Toponyme
Le nom de Conche (cuncha) vient de la topologie des lieux, une petite vallée en forme de coquille avec le lac au milieu.

## Géographie

### Situation
C'est un petit lac de montagne marécageux situé à 1 687 mètres d'altitude, à proximité de la frontière française et de Super-Châtel. Dans ce secteur, la frontière ne suit pas la ligne de crête, adoptant la forme d'une ligne brisée entre le Morclan au nord et la pointe du Midi au sud. Ainsi, le lac de Conche se trouve du côté helvète de la frontière, bien que situé à l'ouest du col séparant le bassin versant de la Dranse de Morzine de celui du torrent de Greffe.